# El Progreso (Guatemala)
El Progreso é um município da Guatemala do departamento de Jutiapa. Está situada a 128 km da cidade da Guatemala e 11 km de Jutiapa, capital do departamento.

## Geografia
Faz divisa ao norte com o município de Monjas, departamento de Jalapa; ao sul e oeste com o município de Jutiapa, a leste com os municípios de Santa Catarina Mita e Asunción Mita do departamento de Jutiapa. O município está localizado dentro da bacia do Rio Ostúa.

### Clima
O município possui um clima agradável com temperatura média anual de 19 a 24 °C. A temperatura é ligeiramento baixa nos meses de novembro a fevereiro e quente de março a junho. A estação chuvosa abrange os meses de maio a outubro.